# تایپو (کنتاکی)
تایپو، کنتاکی (به انگلیسی: Typo, Kentucky) یک منطقهٔ مسکونی در ایالات متحده آمریکا است که در Perry County واقع شده‌است.

## خصوصیات
تایپو ۳۱۶٫۰۸ متر بالاتر از سطح دریا واقع شده‌است.